# براهيما واتارا
براهيما واتارا (بالفرنسية: Brahima Ouattara)‏ وهو لاعب كُرَة قَدَم فرنسي في مركز الوسط ولد في يوم 23 نوفمبر 2002 في بلدة كوكو في كوت ديفوار وهو يلعب حالياً مع نادي يونايتد الإماراتي.

## وصلات خارجية
- براهيما واتارا على موقع قاعدة بيانات كرة القدم.إي يو (الإنجليزية)
- براهيما واتارا على موقع Soccerway.com (الإنجليزية)
- براهيما واتارا على موقع عالم كرة القدم.نت (الإنجليزية)

لم يتم العثور على روابط لمواقع التواصل الاجتماعي.